# Fabio Miguez
Fabio Marques Miguez (São Paulo, 1962) é um pintor, gravador, fotógrafo, programador visual e ilustrador brasileiro. Na década de 1980, estudou na  Faculdade de Arquitetura e Urbanismo da Universidade de São Paulo e teve aulas de gravura em metal com Sérgio Fingermann. Entre 1983 e 1985, integrou o grupo Casa 7.
Miguez participou da Bienal Internacional de São Paulo, em 1985 e 1989, da 2ª Bienal de Havana, em 1986, da 3ª Bienal de Cuenca, em 1991 e da 5ª Bienal do Mercosul, em 2005. Teve exposições individuais no Centro Universitário Maria Antônia, em 2012, no Instituto Tomie Ohtake, em 2008, na Pinacoteca do Estado de São Paulo, em 2003, e no Centro Cultural São Paulo, em 2002.